# Поросль-Войслави
Поросль-Войслави (пол. Porośl-Wojsławy) — село в Польщі, у гміні Посвентне Білостоцького повіту Підляського воєводства.
Населення — 231 особа (2011).
У 1975—1998 роках село належало до Білостоцького воєводства.

## Демографія
Демографічна структура станом на 31 березня 2011 року:
|          | Загалом | Допрацездатний вік | Працездатний вік | Постпрацездатний вік |
| -------- | ------- | ------------------ | ---------------- | -------------------- |
| Чоловіки | 120     | 22                 | 76               | 22                   |
| Жінки    | 111     | 24                 | 60               | 27                   |
| Разом    | 231     | 46                 | 136              | 49                   |